# نومیتلی
نومیتلی (به چکی: Neumětely) یک منطقهٔ مسکونی در جمهوری چک است که در ناحیه بروون واقع شده‌است.